# Raketenstation Hombroich
Die Raketenstation Hombroich [ˈhɔmbʁoːx] ist ein Museumsgelände in der Nähe von Holzheim auf dem Gebiet der Stadt Neuss im Besitz der Stiftung Insel Hombroich. Früher befand sich hier eine Raketenstellung der NATO.

## Geschichte
1962 wurde an der Neusser Straße in Grevenbroich-Kapellen eine Kaserne für 300 Soldaten der belgischen Militärstreitkräfte errichtet. Anschließend begann im Auftrag der Amerikaner der Bau der Raketenstation in Neuss-Hombroich auf 13 ha, die 1967 von einem belgischen Raketengeschwader in Dienst genommen wurde. Zu den beiden Standorten gehörte in unmittelbarer Nähe eine Radaranlage am Ortsausgang Kapellen. Auf der Raketenstation wurden Nike-Hercules-Raketen (MIM-14) bereitgehalten, die eine Reichweite von bis zu 150 km hatten und mit dem Nuklearsprengkopf W31 bestückt waren. Der Militärkomplex umfasste drei Abschussbasen und diente der Abschreckung sowie der Landesverteidigung. An diesem Komplex waren zwischen 1968 und 1985 sowohl die belgische Luftwaffe (55 Smaldeel [= Geschwader]) als auch US-amerikanische Soldaten (Team C 507th Artillery) stationiert. Vor der Anlage kam es in den 1980er Jahren zu Demonstrationen und Sitzblockaden durch Anhänger der Friedensbewegung, unter anderem im Januar 1984. Die Raketen wurden im Rahmen des INF-Vertrages 1988 demontiert und abtransportiert. Der Standort wurde 1990 geschlossen.

## Nachnutzung

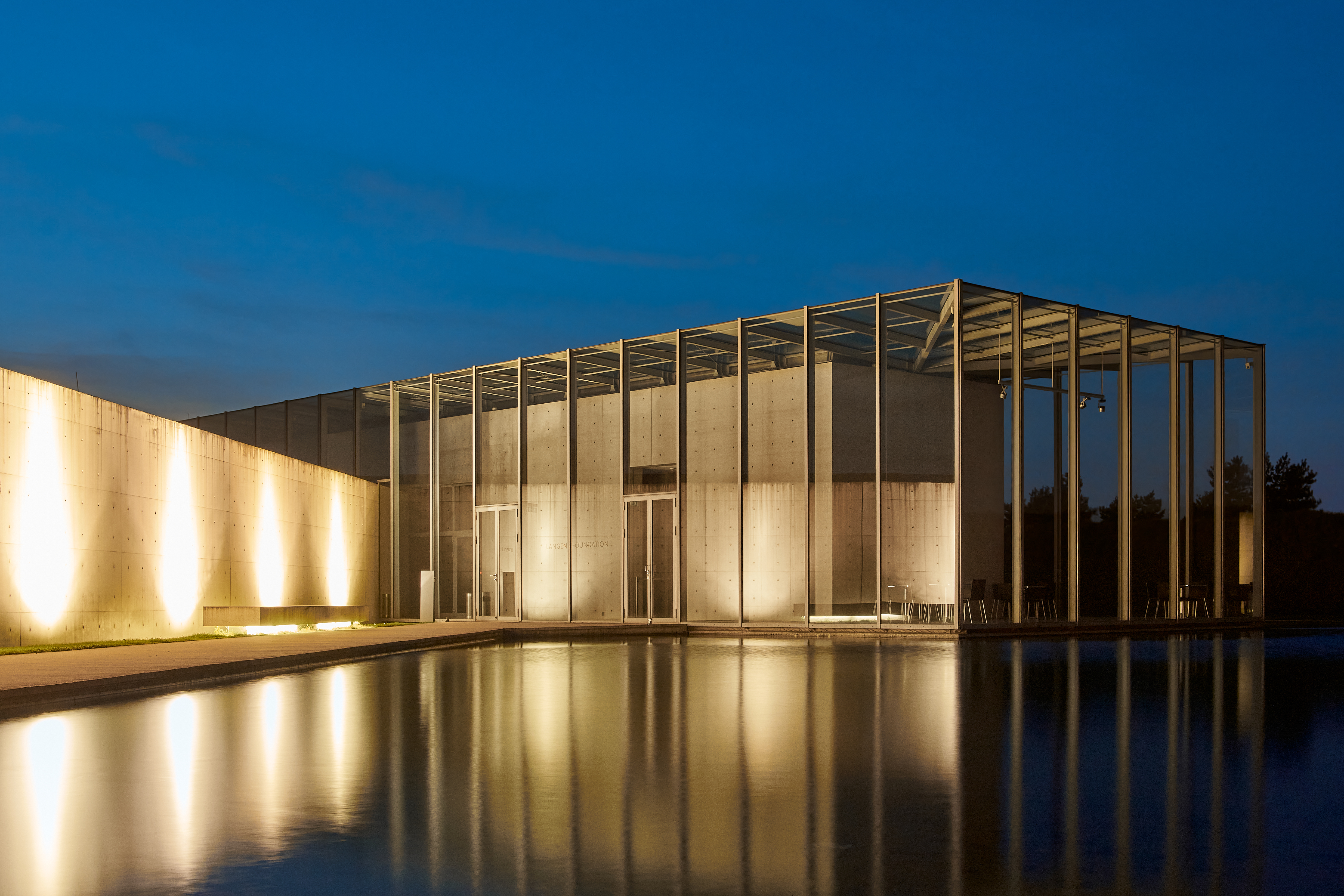
Langen Foundation
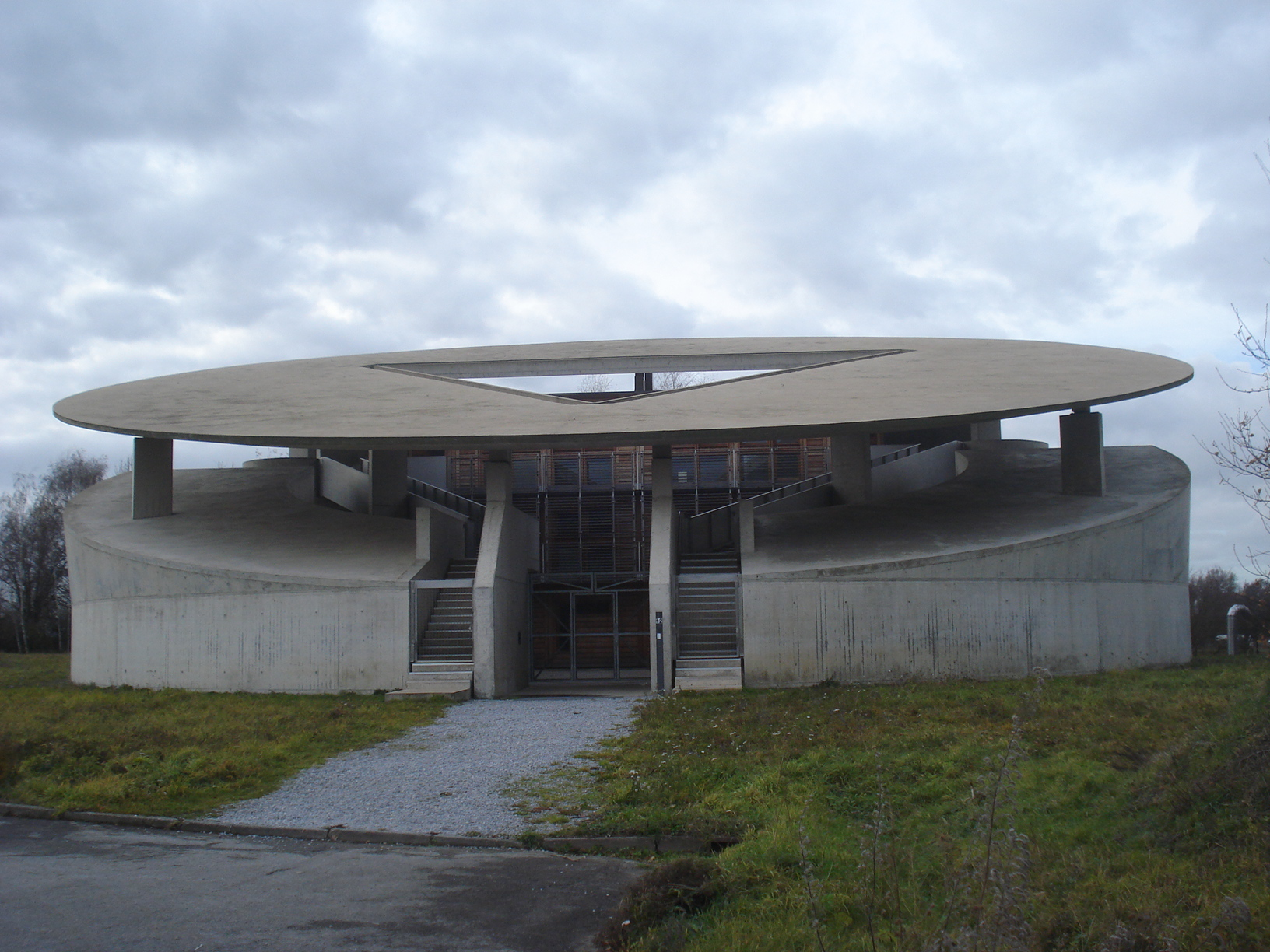
Raimund Abraham, Haus für Musiker
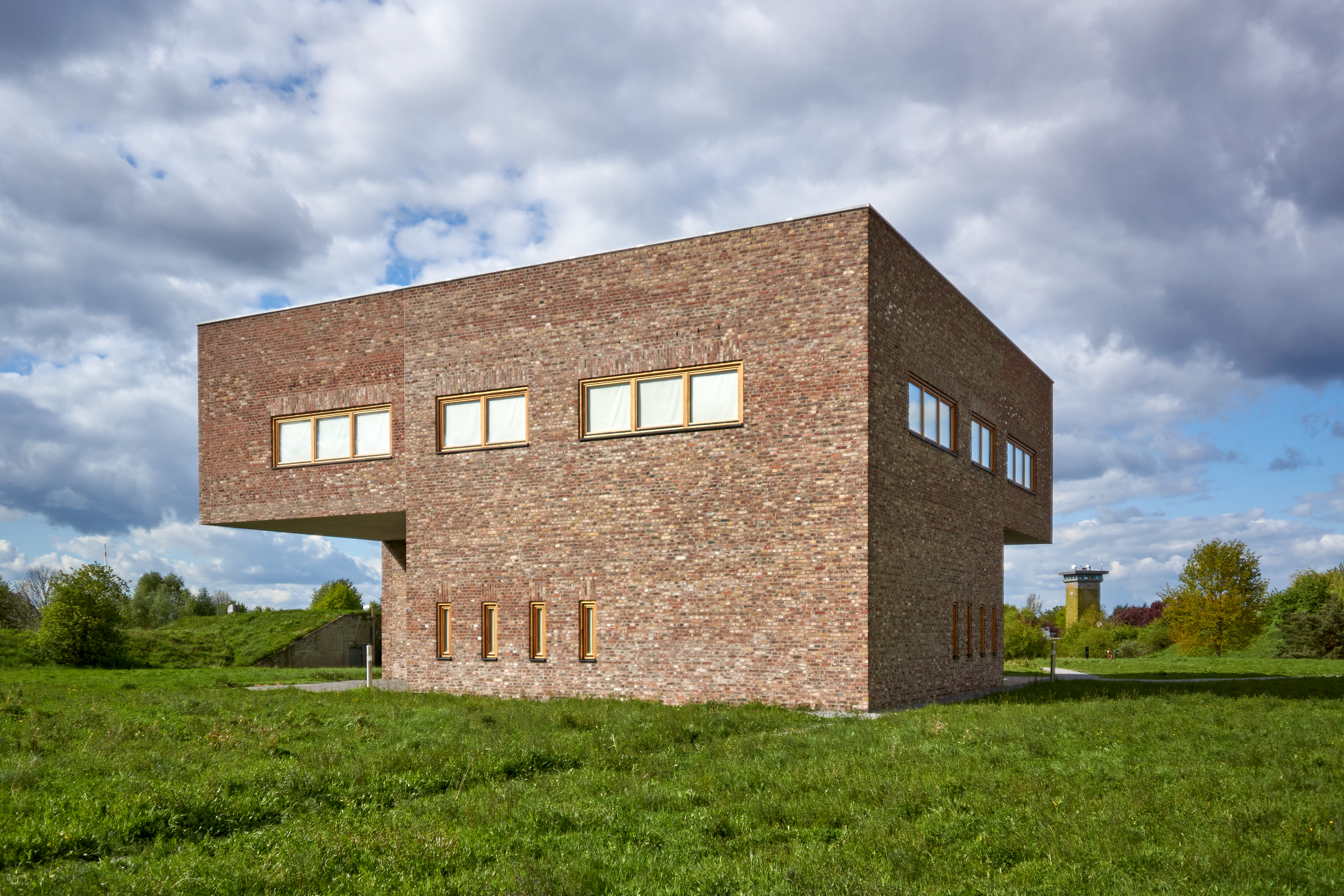
Bibliothek
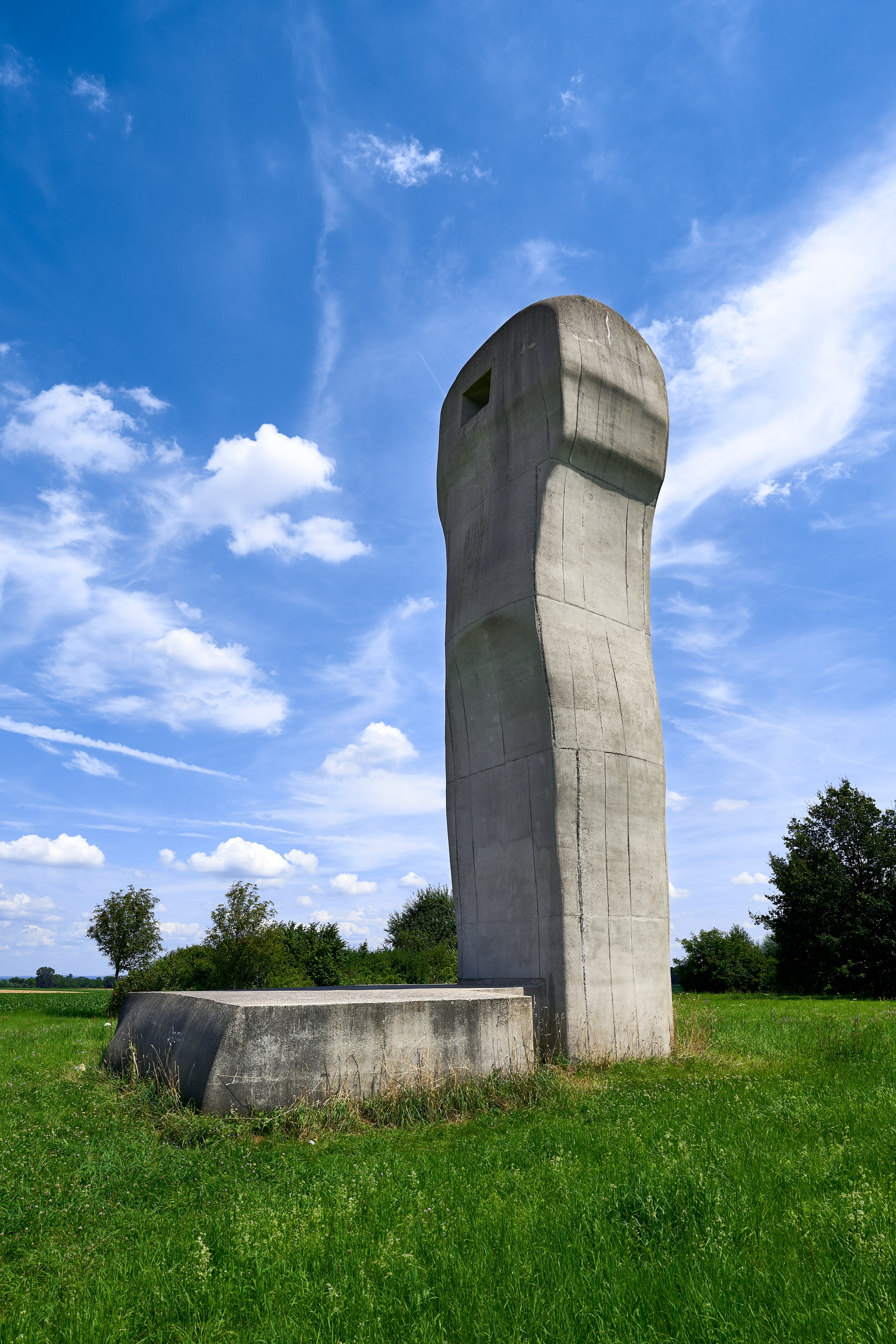
Begirari V von Eduardo Chillida, 2001
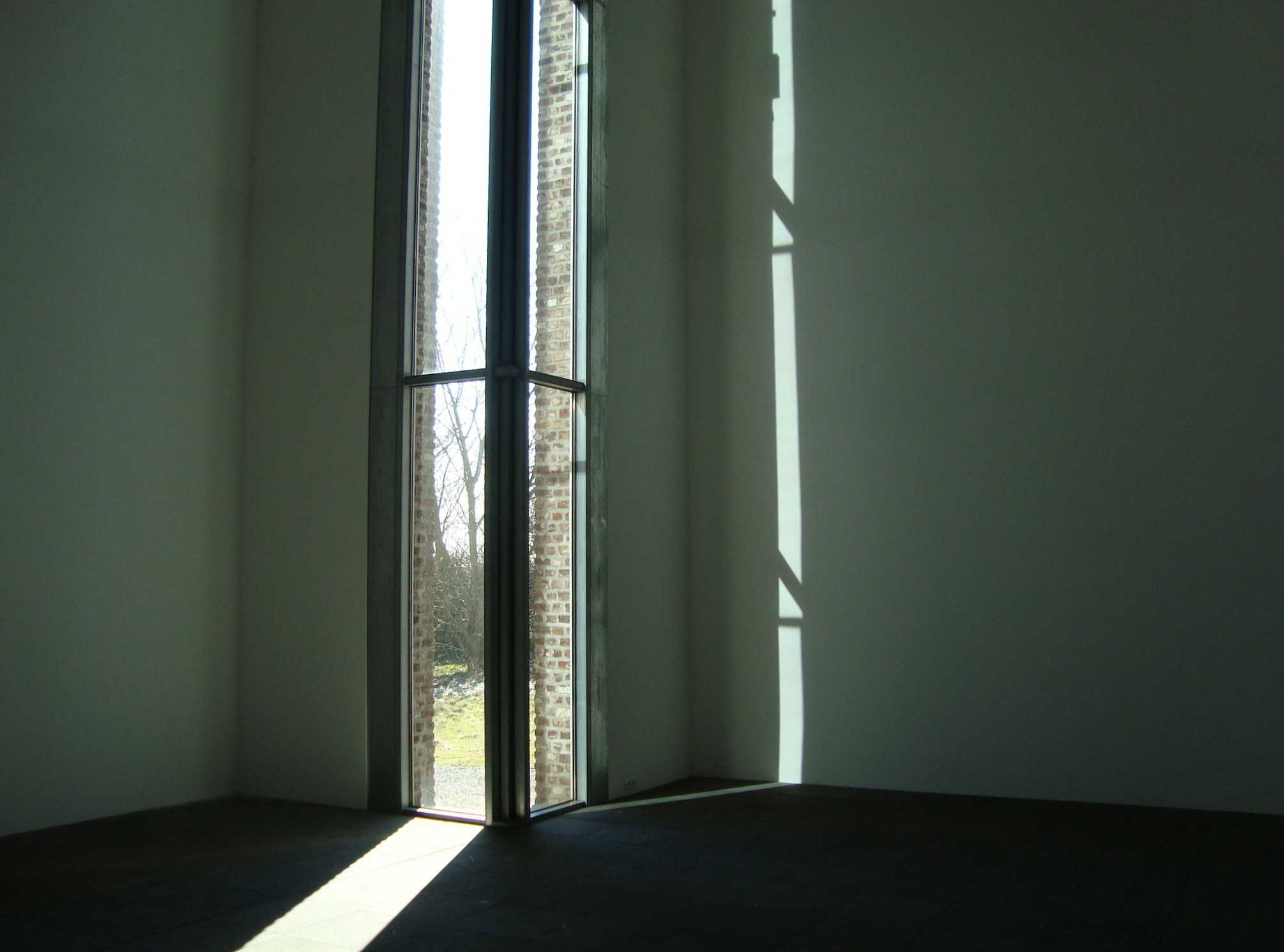
Erwin Heerich, Fontana-Haus
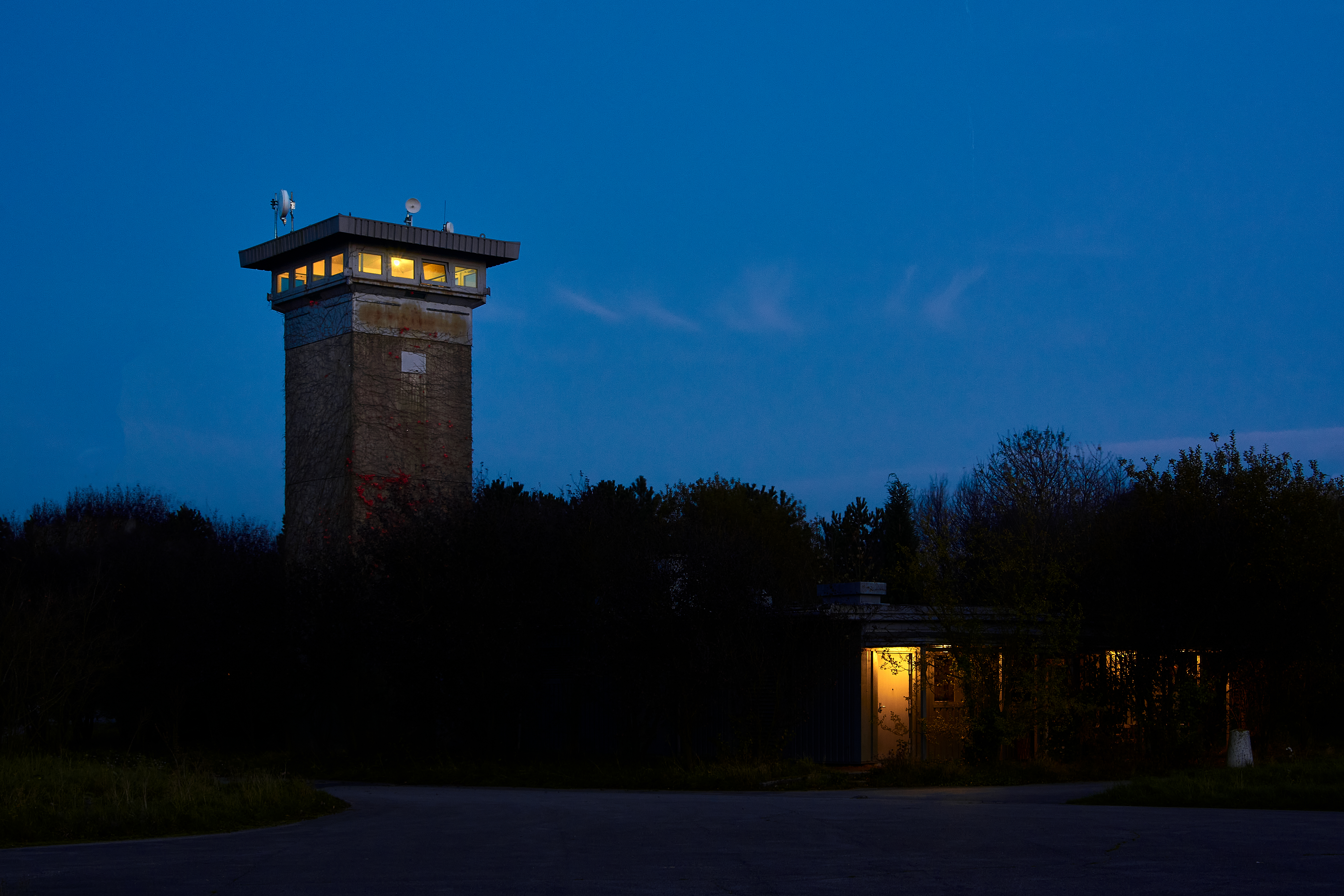
Turmgebäude

1994 erwarb Karl-Heinrich Müller das Areal und ließ die vorhandenen Gebäude umbauen. Die Entwürfe für die weitere Gestaltung der Raketenstation (Bauten und Skulpturen) wurden 1996 auf der 6. Architektur-Biennale in Venedig vorgestellt, die Gestaltung erfolgte durch Katsuhito Nishikawa, Erwin Heerich und Oliver Kruse ab 1994. Auf dem Gelände leben und arbeiten heute Komponisten, Künstler, Schriftsteller und Wissenschaftler.
2004 wurde das von Tadao Ando entworfene Kunst- und Ausstellungshaus der Langen Foundation fertiggestellt.
Der historische Strategische Bahndamm tangiert das Museumsgelände, auf dem die Stiftung das Projekt Raumortlabor plant, eine Nutzung mit Bebauung und Natur.
Nach dem Tod Karl-Heinrich Müllers im Jahr 2007 war die Vollendung verschiedener Bauwerke auf dem Areal der Stiftung ungewiss. Das Haus für Musiker nach Plänen des Architekten Raimund Abraham wurde 2014 fertiggestellt. Es hat vier Übungsräume, die über zwei Geschosse reichen, große Gemeinschaftsbereiche, einen Studioraum, vier Wohnungen und eine Bibliothek. Auch der Innenhof und die unterirdische Arena lassen sich nutzen.
2020 war auf der Raketenstation Hombroich das archaische Ein Stein Teehaus – ein Teehaus auf Stelzen – des Architekten Terunobu Fujimori zu sehen. Mit der Yakisugi-Methode wurde das Holz kurz angeflammt, so dass es resistent gegen Wasser und Insekten ausgebaut werden konnte. Zur Teehaus-Architektur gab es eine Schau mit Fotografien der Werke von Terunobu Fujimori.
Im April 2016 wurde südlich an die Raketenstation angrenzend eine Skulpturenhalle eröffnet, die der Künstler Thomas Schütte selbst entwarf und für sich bauen ließ.